# Pecadores
Pecadores (portugiesisch für Sünder) sind eine 2004 in Brasilien gegründete Aggrotech-Band, deren Songtexte sich mit den Themen Religion und Mystik, insbesondere Macumba auseinandersetzen.

## Diskografie

### Alben
- 2007: 10 % for Jesus (European Edition)
- 2007: 10 % for Jesus (Brazilian Edition)
- 2010: Rogai por Nós, Pecadores!

### Singles
- 2006: Macumbaria